# 挿橋湖
挿橋湖（そうきょうこ、サプキョこ; 朝鮮語: 삽교호(揷橋湖)）は、忠清南道唐津市新平面と牙山市仁州面に位置する人工湖である。1979年10月26日に、長さ3.4kmの挿橋防潮堤が完工したことによって造成された。大韓民国最大規模の干拓地の淡水湖で、総貯水量は8千400万トンである。
挿橋防波堤の完工式にあたっては当時の朴正煕大統領も出席したが、同日夜に朴大統領は金載圭中央情報部長に暗殺され奇しくも完工式への出席が公に記録された朴正煕生前最後の姿となった。